# Glain (Liège)
Pour les articles homonymes, voir Glain.
Pour l’article ayant un titre homophone, voir Ghlin.
Glain (en wallon Glin-dlé-Lidje) est une section de la ville belge de Liège, située en Région wallonne dans la province de Liège. Glain a fait partie de 1795 jusqu'au 31 décembre 1874 de l'ancienne commune Ans-et-Glain ; elle devient une commune à part entière jusqu'à la fusion des communes de 1977.

## Géographie

### Quartiers et hameaux

#### En Ster
Glain compte son propre hameau nommé "En Ster"; la majeure partie du hameau a été enseveli sous les terrils du Charbonnage Patience et Beaujonc, mais il subsiste une trentaine de maisons en amont, isolées dans une cuvette de 50 mètres de profondeur. L'endroit est pittoresque.

## Démographie
- Sources : INS, Rem. : 1831 jusqu'en 1970 = recensements, 1976 = nombre d'habitants au 31 décembre.

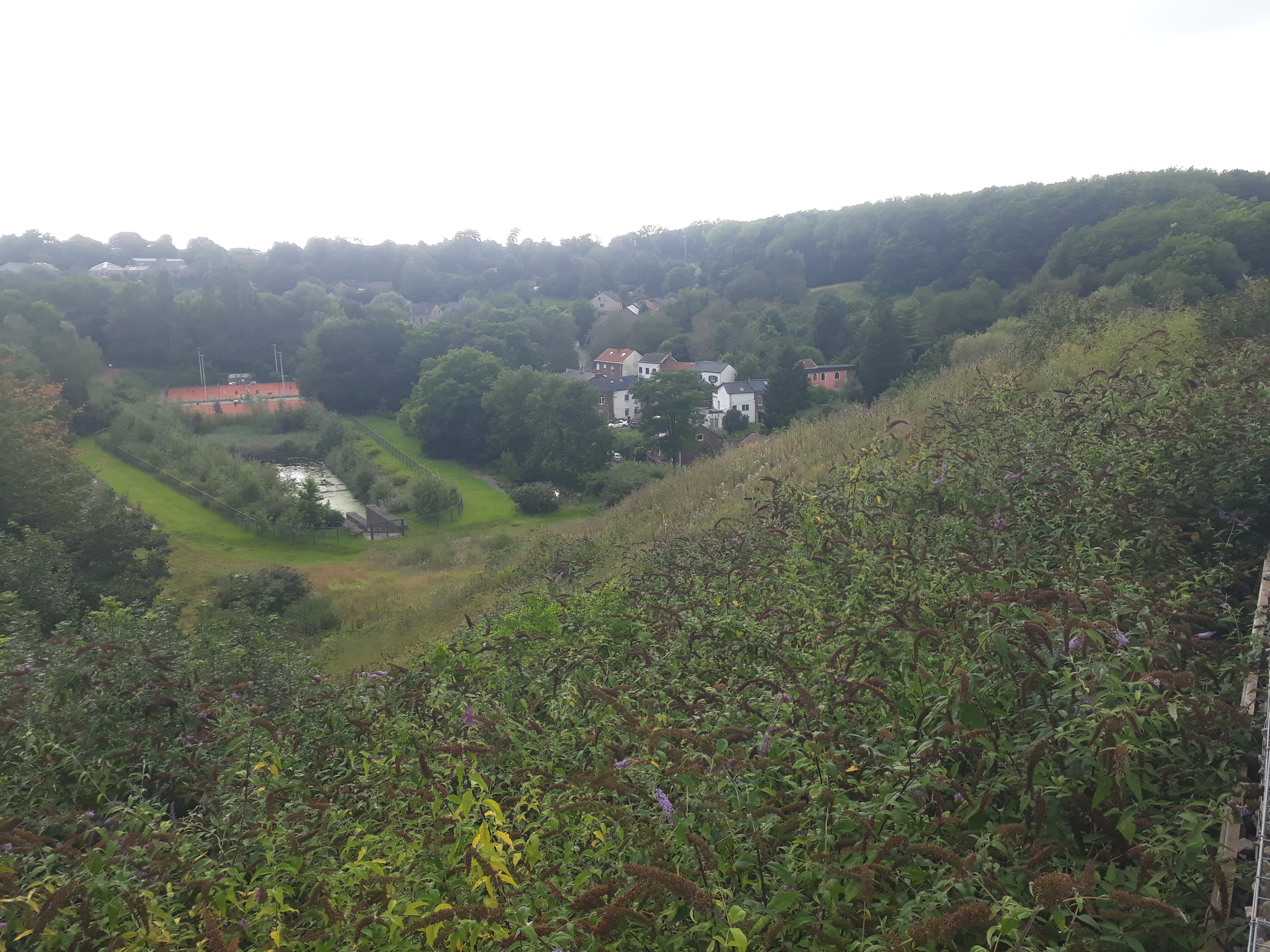
Vue sur le hameau d'En Ster.

## Histoire

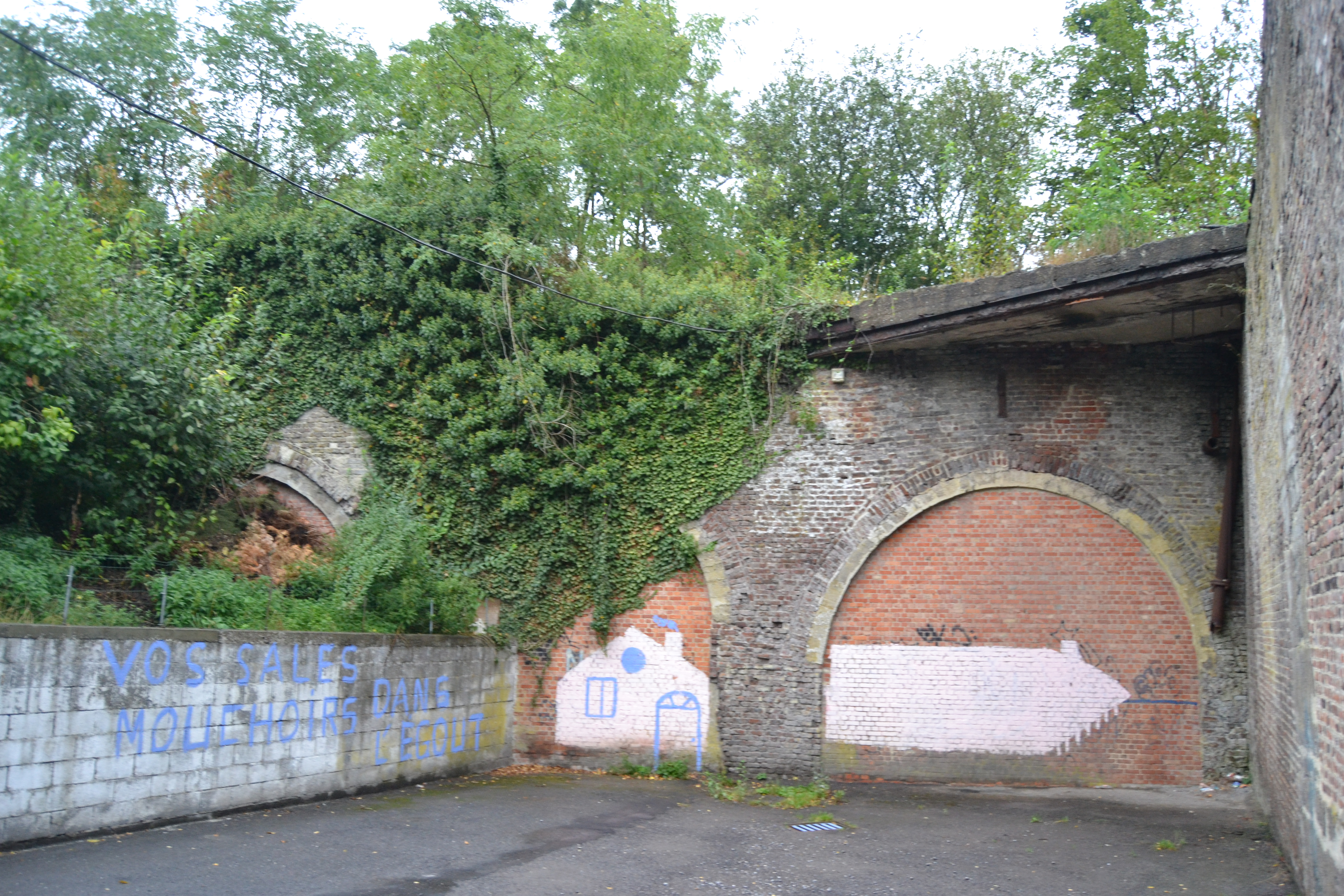
La majeure partie d'En Ster est ensevelie sous les débris du charbonnage; le hameau est enclavé de trois côtés.

L'histoire de Glain remonte aux IXe siècle : En 814, l'empereur Louis le Pieux confirme aux monastères de Malmedy et Stavelot une chapelle comme propriété. En 888, le roi Arnulf de Carinthie confirme au couvent de Sainte-Marie d'Aix-La-Chapelle ses propriétés à « Glaniaco ».

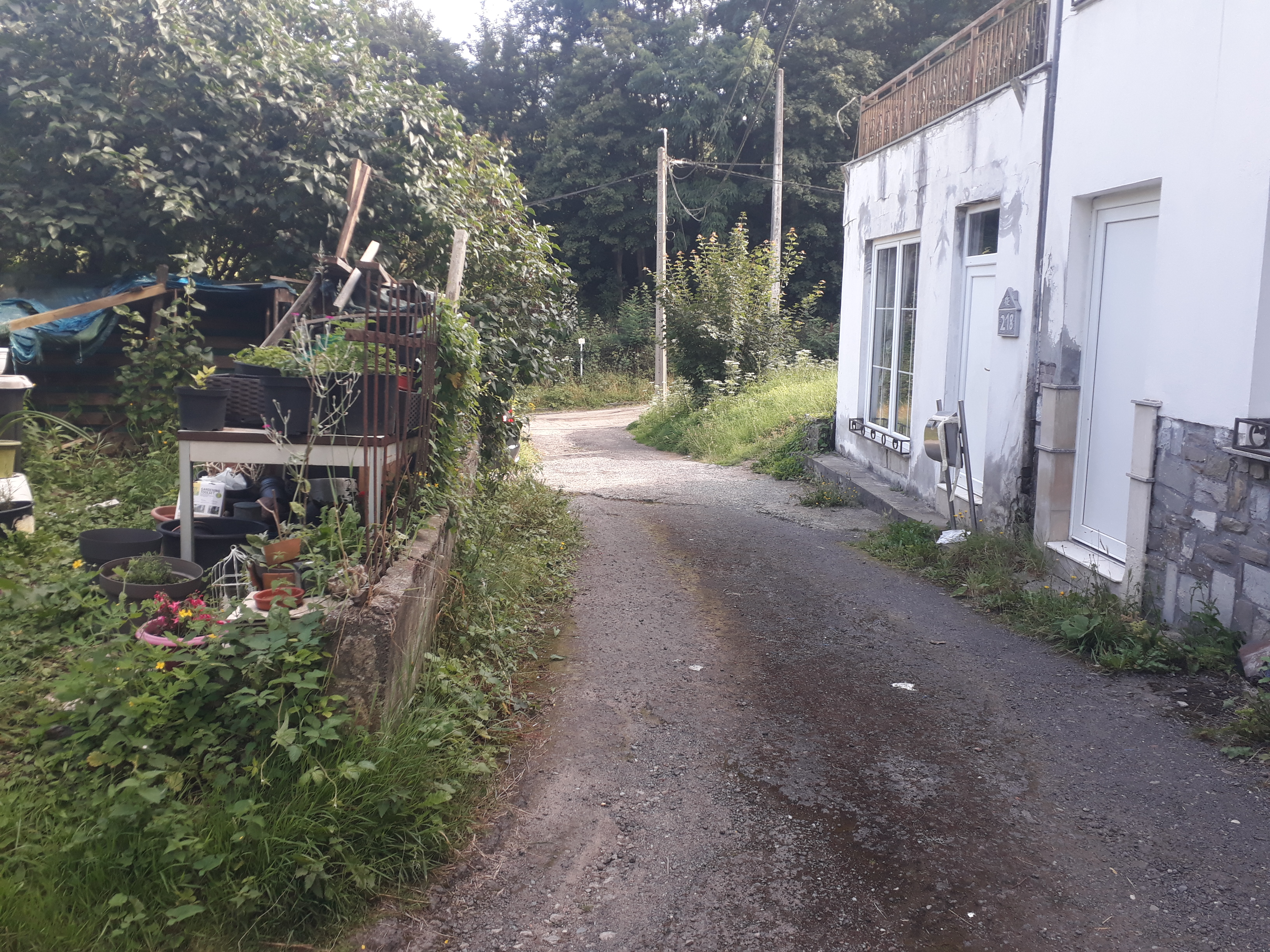
En Ster.

## Liste des bourgmestres et échevins de 1874 à 1977 (à compléter)
- Thomas, Joseph Abry, bourgmestre de 1875 jusqu'à son décès le 27 juin 1883 en Glain à 73 ans
- Ferdinand De Lamotte, échevin de 1875 à 1882, bourgmestre faisant fonction de 1883 à mars 1885 [4]
- Walthère, Alexandre, Joseph Hannay, bourgmestre de mars 1885 jusqu'à son décès le 12 avril 1899 en Glain à 71 ans[5]
- Pierre Jaspar, officier d'Etat civil en 1889
- Eugène Houdret, échevin en 1899, bourgmestre faisant fonction dès mai 1899 à la suite du décès de W. Hannay, bourgmestre en 1899-1900
- Valère Henault, échevin en 1900
- Raymond Bayot, bourgmestre jusqu'au premier janvier 1977.